# Clarence Brown
Ne doit pas être confondu avec Clarence Gatemouth Brown.
Pour les articles homonymes, voir Brown.

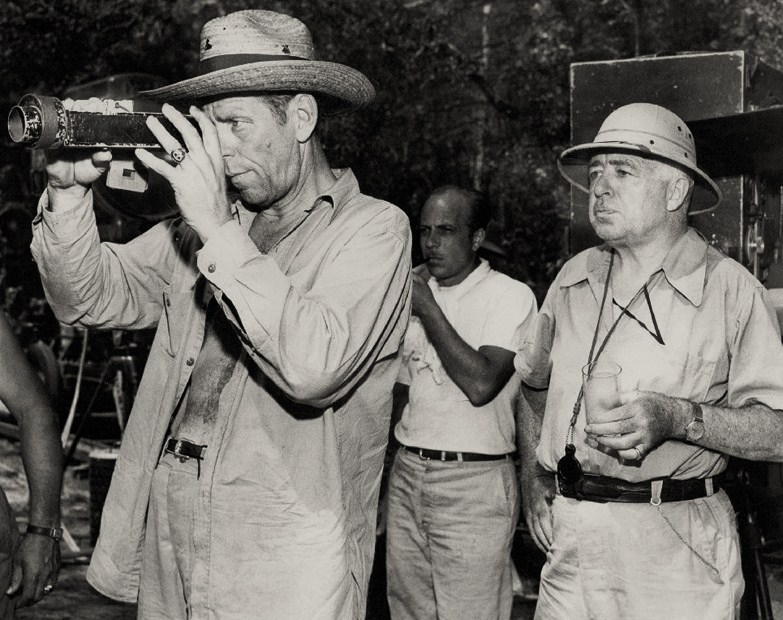
Leonard Smith (directeur de la photographie) et Clarence Brown sur le tournage de Jody et le Faon.

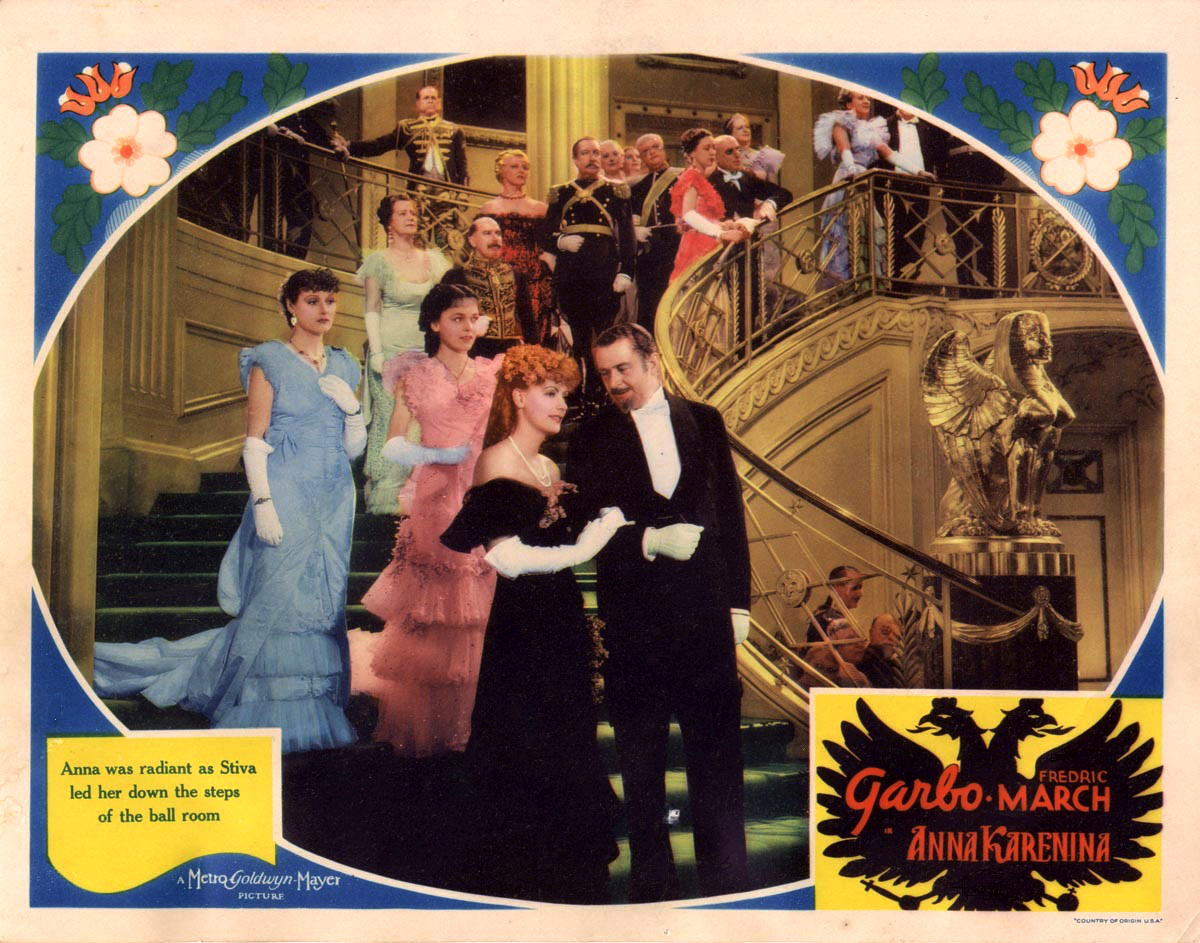
Anna Karénine

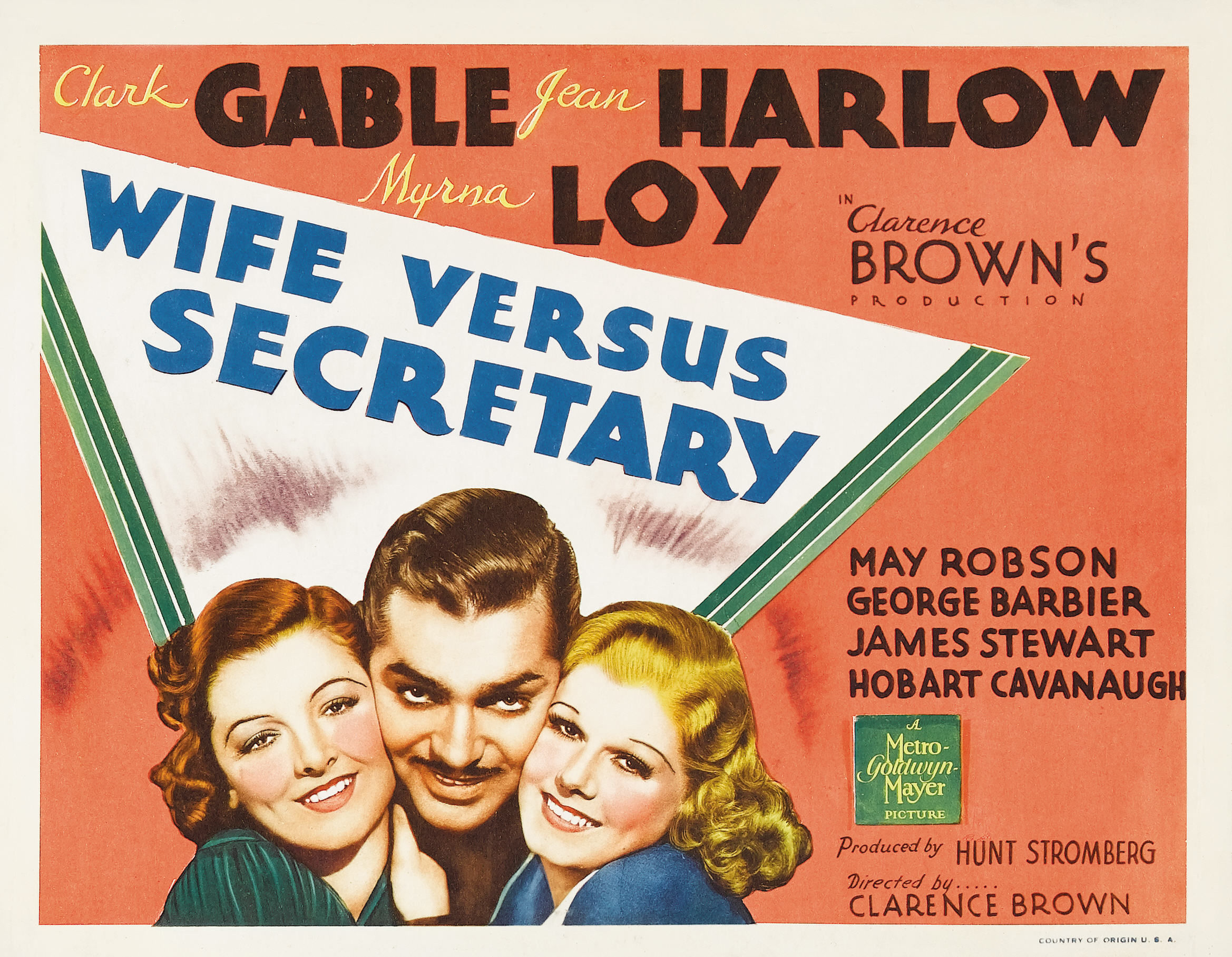
Sa femme et sa secrétaire

Clarence Brown est un monteur, producteur et réalisateur américain, né le 10 mai 1890 à Clinton, dans le Massachusetts, et mort le 17 août 1987 à Santa Monica, en Californie (États-Unis).

## Biographie
Clarence Brown étudia à Knoxville, Tennessee et sortit de l'université avec un diplôme d'ingénieur-mécanicien et d'électricien. Après avoir vu des films de Maurice Tourneur, il se présenta pour être son assistant en 1915 et le fut jusqu'en 1921. 
Il entama alors une carrière de réalisateur, il fut le réalisateur des meilleurs films de Greta Garbo : La Chair et le Diable, Intrigues, Anna Christie, L'Inspiratrice, Anna Karénine, Marie Walewska…
Il réalisa beaucoup de films pour la MGM et fut pendant l'âge d'or du cinéma classique hollywoodien, l'un de ses réalisateurs les plus prolifiques.

## Filmographie

### Réalisateur
- 1920 : Un lâche (The Great Redeemer) coréalisateur Maurice Tourneur
- 1920 : Le Dernier des Mohicans (The Last of the Mohicans) de Clarence Brown et Maurice Tourneur (Clarence L. Brown) coréalisateur Maurice Tourneur
- 1921 : The Foolish Matrons coréalisateur Maurice Tourneur
- 1922 : The Light in the Dark ou (The Light of Faith) (+ scénariste)
- 1923 : Le Coupable (The Acquittal)
- 1923 : Or et Poison (Don't Marry for Money)
- 1924 : La Papillonne (Butterfly)
- 1924 : Le Veilleur du rail (The Signal Tower)
- 1925 : L'Aigle noir (The Eagle)
- 1925 : Déchéance (The Goose Woman)
- 1925 : La Femme de quarante ans (Smouldering Fires)
- 1926 : La Chair et le Diable (Flesh and the Devil)
- 1926 : Kiki
- 1928 : La Piste de 98 (The Trail of '98) (+ producteur)
- 1928 : Intrigues (A Woman of Affairs)
- 1929 : Navy Blues (+ producteur)
- 1929 : Wonder of Women
- 1930 : Anna Christie (+ producteur)
- 1930 : Romance (+ producteur)
- 1931 : Âmes libres (A Free Soul)
- 1931 : L'Inspiratrice (Inspiration) (+ producteur)
- 1931 : Fascination (Possessed) (+ producteur)
- 1932 : Mes petits (Emma) (+ producteur)
- 1932 : Captive (Letty Lynton)
- 1932 : Dans la nuit des pagodes (The Son-Daughter) (+ producteur)
- 1933 : Looking Forward (+ producteur)
- 1933 : Vol de nuit (Night Flight)
- 1934 : La Passagère (Chained) (+ producteur)
- 1934 : Vivre et aimer (Sadie McKee)
- 1935 : Impétueuse Jeunesse (Ah, Wilderness !) (+ producteur)
- 1935 : Anna Karénine (Anna Karenina)
- 1936 : L'Enchanteresse (The Gorgeous Hussy) (+ producteur)
- 1936 : Sa femme et sa secrétaire (Wife vs. Secretary) (+ producteur)
- 1937 : Marie Walewska (The Conquest)
- 1938 : Of Human Hearts (+ producteur)
- 1939 : La Ronde des pantins (Idiot's Delight) (+ producteur)
- 1939 : La Mousson (The Rains Came)
- 1940 : La Vie de Thomas Edison (Edison, the Man)
- 1941 : Viens avec moi (Come Live with Me) (+ producteur)
- 1941 : L'aventure commence à Bombay (They met in Bombay)
- 1943 : Et la vie continue (The Human Comedy) (+ producteur)
- 1944 : Le Grand National (National Velvet)
- 1944 : Les Blanches Falaises de Douvres (The White Cliffs of Dover)
- 1946 : Jody et le Faon (The Yearling)
- 1947 : Passion immortelle (Song of Love) (+ producteur)
- 1949 : L'Intrus (Intruder in the Dust) (+ producteur)
- 1950 : Pour plaire à sa belle (To Please a Lady) (+ producteur)
- 1951 : Angels in the Outfield (+ producteur)
- 1951 : It's a Big Country coréalisé avec Don Hartman, John Sturges, Richard Thorpe, Charles Vidor, Don Weis, William A. Wellman
- 1952 : Capitaine sans loi (Plymouth Adventure)
- 1952 : Aventure à Rome (When in Rome) (+ producteur)

### Monteur et assistant-directeur
Uniquement sur des films de Maurice Tourneur :
- 1915 : The Cub
- 1915 : Le Code secret (The Ivory Snuff Box)
- 1915 : Trilby
- 1915 : Insouciance (A Butterfly on the Wheel)
- 1916 : La Folle Chimère (Pawn of Fate)
- 1916 : The Hand of Peril
- 1916 : The Closed Road
- 1916 : The Rail Rider
- 1916 : L'Amérique, champion du droit (The Velvet Paw)
- 1917 : Fille d'Écosse (The Pride of the Clan)
- 1917 : A Girl's Folly
- 1917 : Âme de juge, cœur de père (The Law of the Land)
- 1917 : L'Exilée (Exile)
- 1918 : L'Oiseau bleu (The Blue Bird)

### Producteur
- 1952 : Aventure à Rome (When in Rome) de Clarence Brown